# Асямовка
Ася́мовка (рос. Асямовка) — село у складі Бурлинського району Алтайського краю, Росія. Входить до складу Партизанської сільської ради.

## Населення
Населення — 238 осіб (2010; 428 у 2002).
Національний склад (станом на 2002 рік):
- росіяни — 51 %